# Oldtimermuseum Nottuln

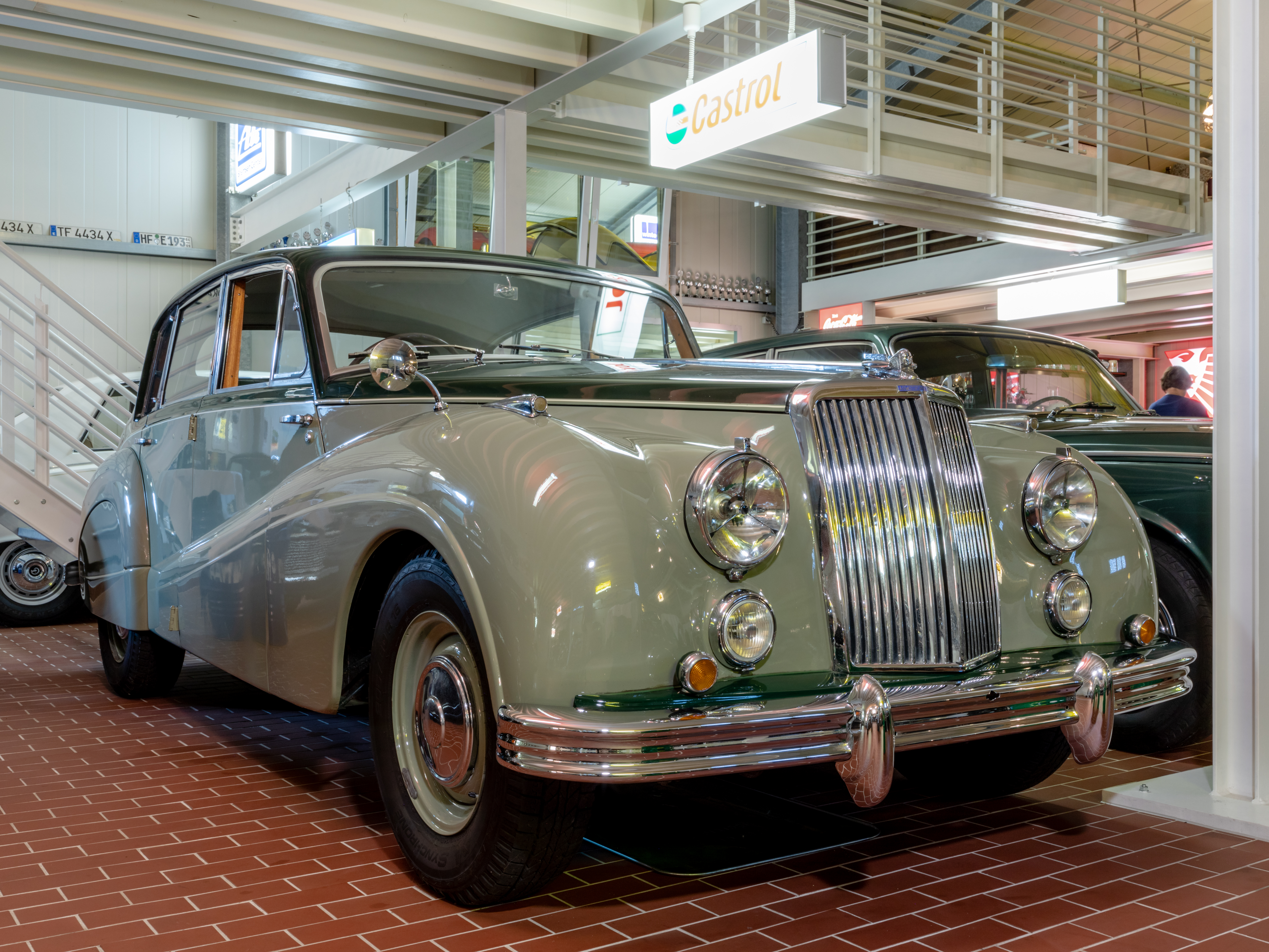
Exponat Armstrong Siddely Sapphire von 1954 (Coventry England)

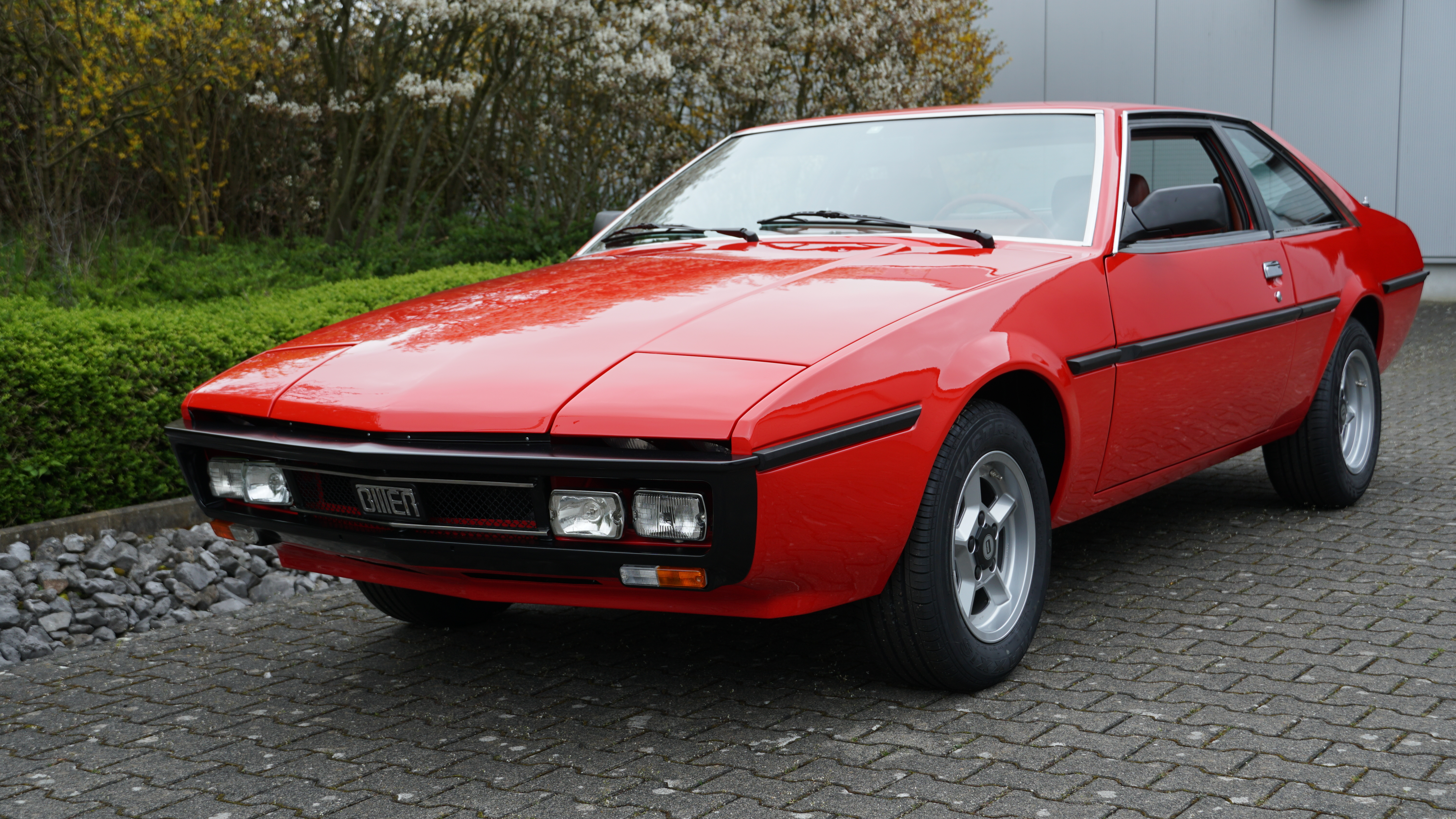
Exponat Bitter SC von 1981

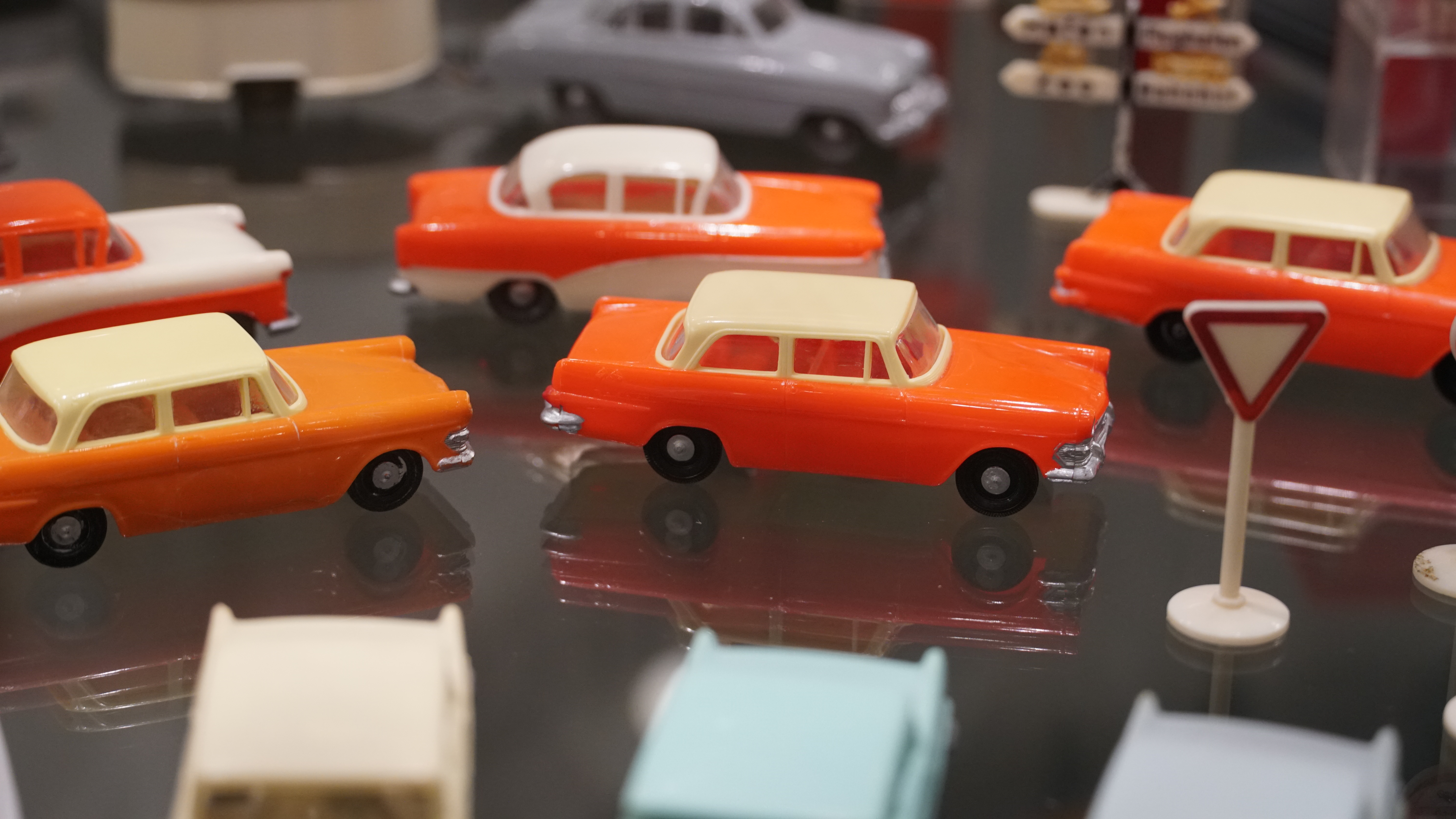
Automodelle der Sammlung – eine Zustiftung im Jahr 2022

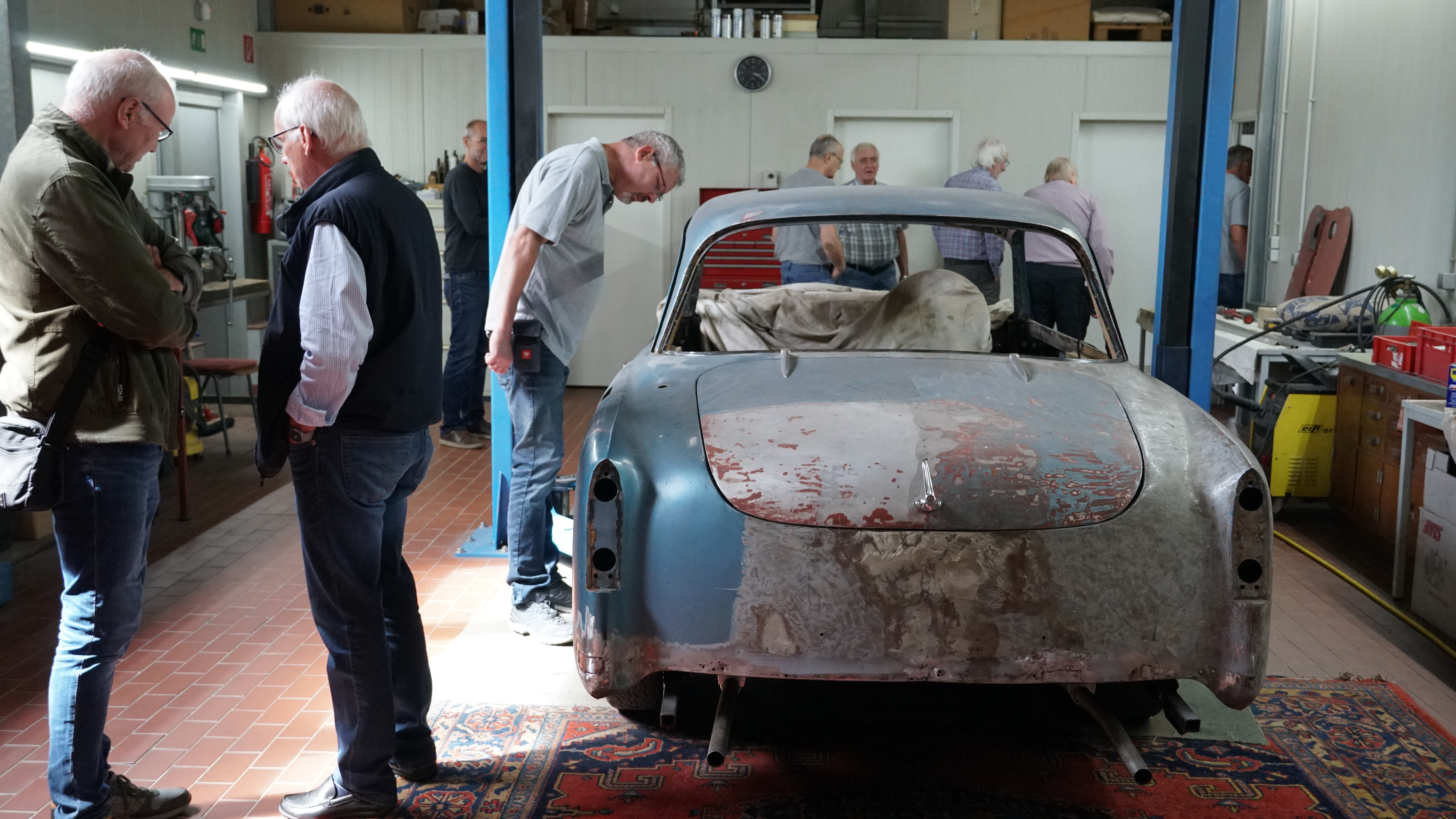
Besucher in der Werkstatt – Alvis TD21, Werksvorführwagen von Alvis in der Zeit von 1960 bis 1962 – hier in der Restaurierung

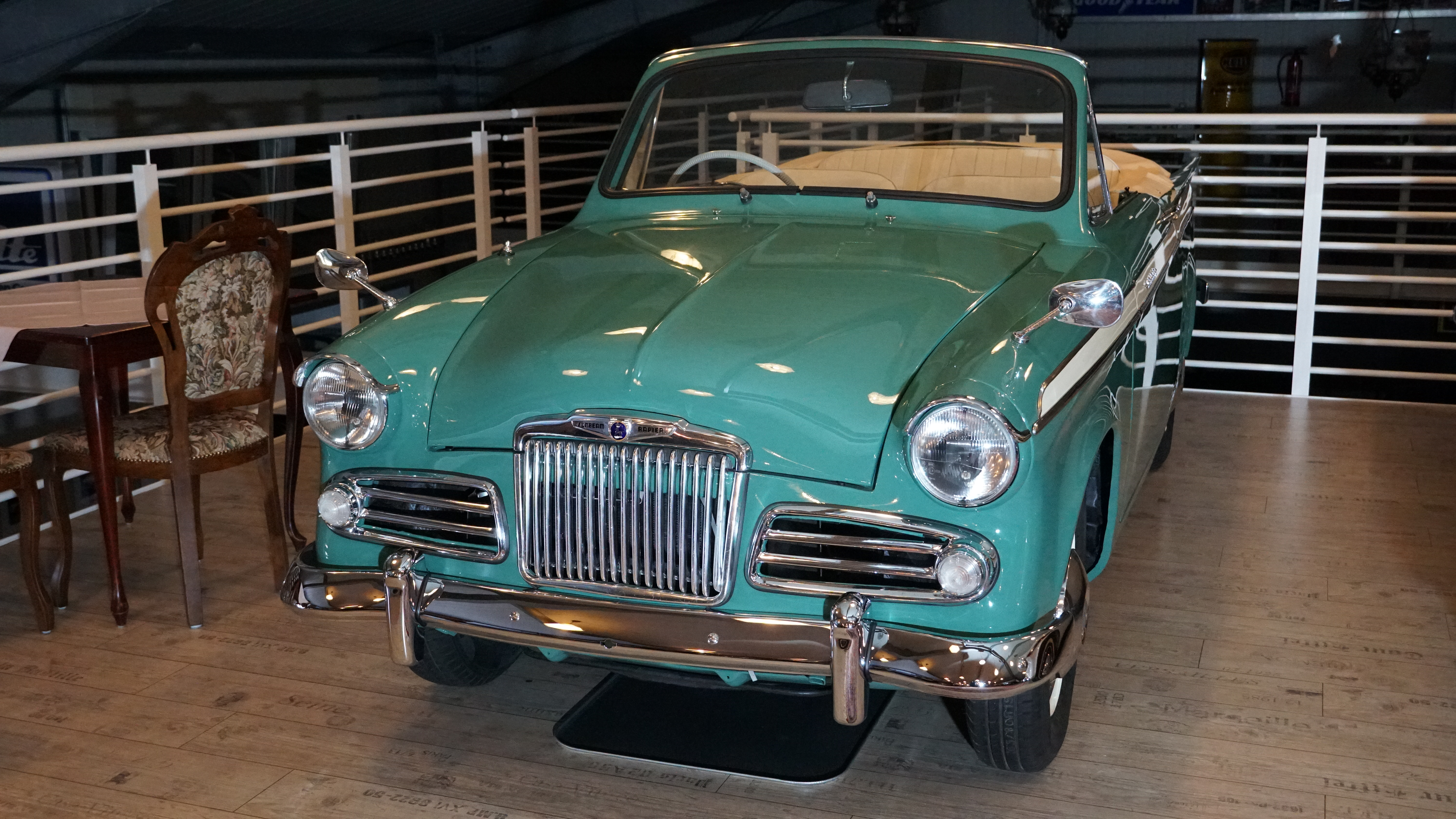
Eines von drei Exponaten der Rootes-Gruppe: das Cabriolet Sunbeam Rapier

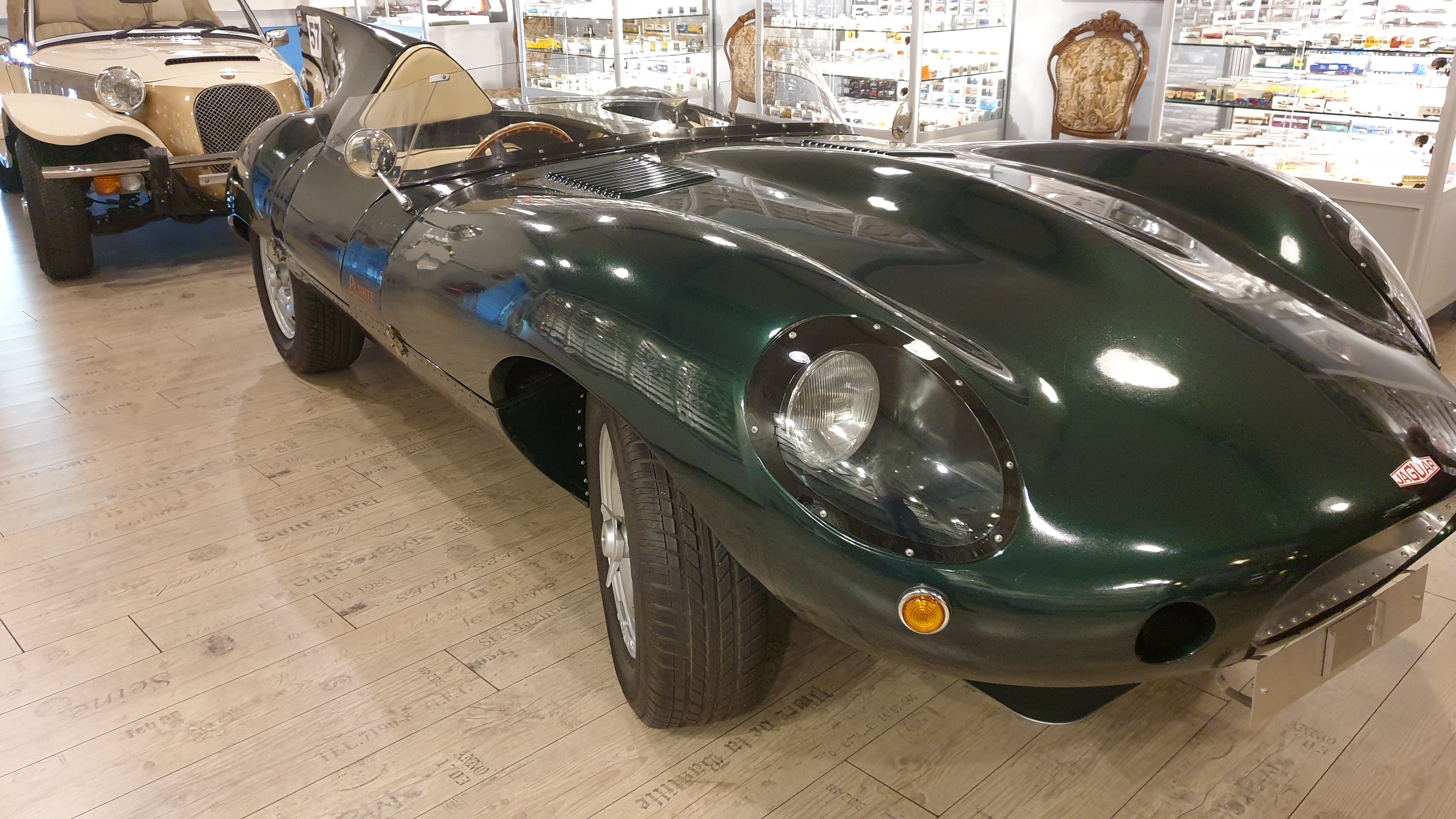
Zweisitziger Rennsportwagen Jaguar D-Type (Le Mans Sports Cars Company)

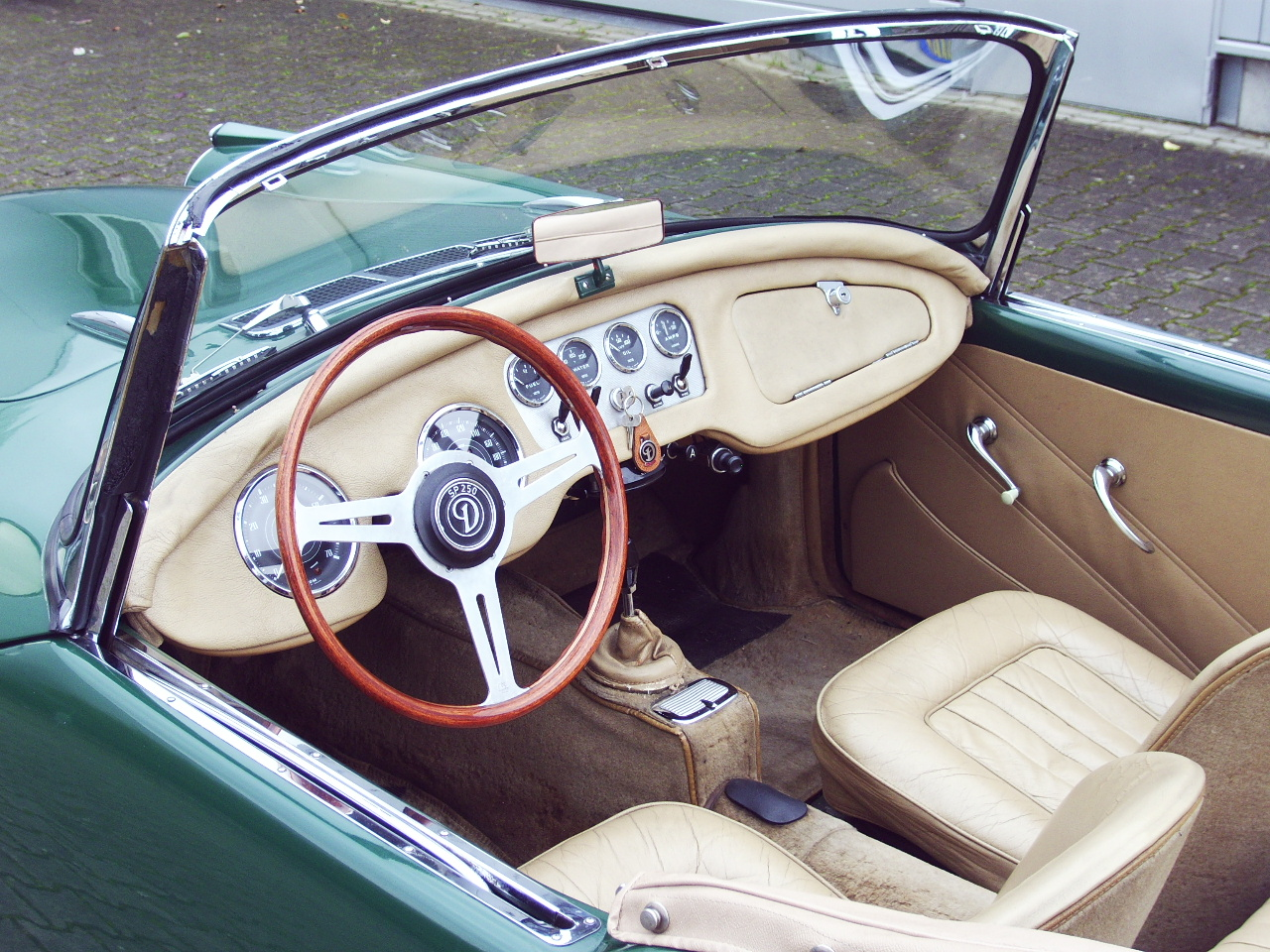
Den Daimler SP 250 aus dem Jahr 1962 setzte der Sammler in vielen Oldtimer-Wettbewerben ein

Das Oldtimermuseum Nottuln ist der Standort der Klopfer Foundation in Nottuln, eine gemeinnützige Stiftung Technisches Kulturgut im Land Nordrhein-Westfalen. Stiftungsgründer sind Monika und Dieter Klopfer. Schwerpunkt der Sammlung sind englische und deutsche Sportwagenklassiker, die in geringer Stückzahl produziert wurden. Einzelne Exponate sind Manufakturfahrzeuge, sind technisch bedeutend oder sogenannte Innovationsträger ihrer Zeit. Auf über 2500 m² werden über ca. 80 Fahrzeuge aus einer umfangreicheren Sammlung präsentiert. Außerdem ist hier die größte öffentlich bekannte Sammlung von Wiking-Modellfahrzeugen mit über 17.000 Verkehrsmodellen ausgestellt. Trotz ihres Namens ist die Sammlung kein öffentliches Museum. Besuchergruppen erhalten Zugang auf Anfrage.

## Entstehung und Ziele
Seit 1996 sammelt die Familie Klopfer Automobilraritäten. Im Jahr 2022 wurde die Sammlung in eine gemeinnützige Stiftung im Land Nordrhein-Westfalen überführt und dauerhaft wirtschaftlich abgesichert. Ziel der Stiftung ist der Erhalt von historischen Fahrzeugen, verbunden mit Restaurierung (ca. zwei Vollrestaurationen werden im Jahr durchgeführt, Lackierarbeiten und Motoreninstandsetzungen werden vergeben) und deren Präsentation in der Öffentlichkeit. Bereitgestellte Exponate aus der Sammlung für Messen, Fachzeitschriften und Unternehmen erscheinen beispielsweise im FIVA-Handbuch der Charta von Turin (Entwicklung von Reparaturverfahren, Reparatur und Erhalt an einem Jaguar MK IX von 1960, ein Fahrzeug aus dem Museum). Das Wissen aus dem Umgang mit klassischem Fahrzeugbestand wird für Schulungen (unter anderem bei Classic Data oder CEHC, Certified Experts for Historic Cars) weitergegeben.
Die Sammlung ist technikorientiert ausgerichtet mit Einblicken in die Werkstatt. Informationen zu Nutzung, Unterhalt, Konservierung, Restaurierung und Reparatur von historischen Fahrzeugen stehen im Mittelpunkt der Ausstellung.

## Exponate
Ein berühmter Vertreter der Motorsportgeschichte ist der Jaguar D-Type, der unter anderem von 1955 bis 1957 dreimal nacheinander das 24-Stunden-Rennen von Le Mans gewann, zuletzt mit Ron Flockhart und Ivor Bueb. Der Wagen hat einen 6-Zylinder-Motor mit einem Hubraum von 3440 cm³ und einer Leistung von rund 250 PS bei 6000/min. Die Höchstgeschwindigkeit in Le Mans lag bei knapp 300 km/h. Der Entwurf des D-Type stammte von Malcolm Sayer.
Fünf Jahre nach dem Jaguar D-Type entstand der Daimler SP 250, ein weniger bekannter Roadster, den die Daimler Motor Company in Coventry von 1959 bis 1964 herstellte. Angetrieben wird er von einem 8-Zylinder-V-Motor mit 2,5 Liter Hubraum und einer Leistung von rund 140 PS. Das Fahrwerk besteht aus einem Kastenrahmen, Einzelradaufhängung an übereinander liegenden Querlenkern vorn und Starrachse hinten. Hydraulisch betätigte Scheibenbremsen gehörten zur Serienausstattung. Die Höchstgeschwindigkeit laut Werksangabe liegt bei 196 km/h.
Das Sammlung zeigt neben Sportfahrzeugen Limousinen wie den Vanden Plas Princess 3 Litre Mk II von 1964, hergestellt von der British Motor Corporation (BMC), mit einem Sechszylinder-Reihenmotor, Hubraum 2912 cm³. Mit rund 120 PS bei 4850/min erreicht er 170 km/h. Er hat eine selbsttragende Karosserie, vorn Einzelradaufhängung an Querlenkern mit Schraubenfedern, hinten Starrachse an Halbelliptikfedern, vorn Scheibenbremsen, hinten Trommelbremsen. Der Wagen ist 4,79 Meter lang, 1,74 Meter breit und bietet Platz für sechs Personen. Der Verbrauch auf 100 km soll bei 16 bis 18 Liter liegen. 7984 Vanden Plas Princess 3 Litre Mk II wurden gebaut.
Eins der ältesten Ausstellungsstücke ist ein Armstrong Siddeley Sapphire von 1954 mit 3,4 Liter großem Sechszylinder-Reihenmotor. Der Motor leistet je nach Ausführung mit einem oder zwei Vergasern 120 PS bei 4400/min oder 150 PS bei 5000/min. Der Wagen ist 4,90 Meter lang, 1,83 Meter breit und wiegt trocken 1540 kg. Die Höchstgeschwindigkeit mit Zweivergasermotor liegt bei etwa 165 km/h.
Die Sammlung von Automobil-Modellen enthält umfangreiche Zusammenstellungen von Exponaten in vielen Themen- und Zeitvitrinen mit Ausstellungsstücken von Siku, Steiff und insbesondere Wiking Modellbau.